# Verkiezingen in Turkije
Turkije kiest op nationaal niveau een legislatuur. De Grote Nationale Assemblee van Turkije (Türkiye Büyük Millet Meclisi) heeft 550 leden, gekozen voor een termijn van vier jaar (vijf jaar voor het referendum van 2007) door een systeem gebaseerd op evenredige vertegenwoordiging. Om deel te nemen in de verdeling van de zetels, moet een partij minstens 10% van de uitgebrachte stemmen krijgen op nationaal niveau. Voor het referendum van 2007 werd de president door het parlement gekozen voor een termijn van zeven jaar. Tegenwoordig wordt de president gekozen door het volk om de vijf jaar met de mogelijkheid om twee termijnen te dienen.
Parlement: 1946 · 1950 · 1954 · 1957 · 1961 · 1965 · 1969 · 1973 · 1977 · 1983 · 1987 · 1991 · 1995 · 1999 · 2002 · 2007 · 2011 · 2015 (jun) · 2015 (nov) · 2018 · 2023

President: 1923 · 1927 · 1931 · 1935 · 1938 · 1939 · 1943 · 1946 · 1950 · 1954 · 1957 · 1961 · 1966 · 1973 · 1982 · 1989 · 1993 · 2000 · 2007 · 2014 · 2018 · 2023

Lokaal: 1930 · 1946 · 1950 · 1955 · 1963 · 1968 · 1973 · 1977 · 1984 · 1989 · 1994 · 1999 · 2004 · 2009 · 2014 · 2019 · 2024

Referendum: 1961 · 1982 · 1987 · 1988 · 2007 · 2010 · 2017